# Mission paléoanthropologique franco-tchadienne
La mission paléoanthropologique franco-tchadienne est une coopération scientifique entre l'université de Poitiers, l'université de N'Djaména et le Centre national d'appui à la recherche de N'Djaména. Elle a été créée en 1994 et depuis lors dirigée par Michel Brunet.
Elle a pour but la recherche, le montage de mission de prospection, la formation notamment au Tchad avec l'aide de la Mission de coopération française de N'Djaména et la conservation des collections.
On lui doit la découverte du secteur fossilifère de Toros-Menalla où l'on a découvert Toumaï.